# Богомольсько
Богомо́льсько (болг. Богомолско) — село в Тирговиштській області Болгарії. Входить до складу общини Антоново.

## Населення
За даними перепису населення 2011 року у селі проживали 22 особи, з них 5 осіб (71,4%) — турки.
Розподіл населення за віком у 2011 році:
Динаміка населення: